# Cheilotoma musciformis
Cheilotoma musciformis es un coleóptero de la familia Chrysomelidae.
Fue descrita científicamente en 1777 por Goeze.